# 福特GT40

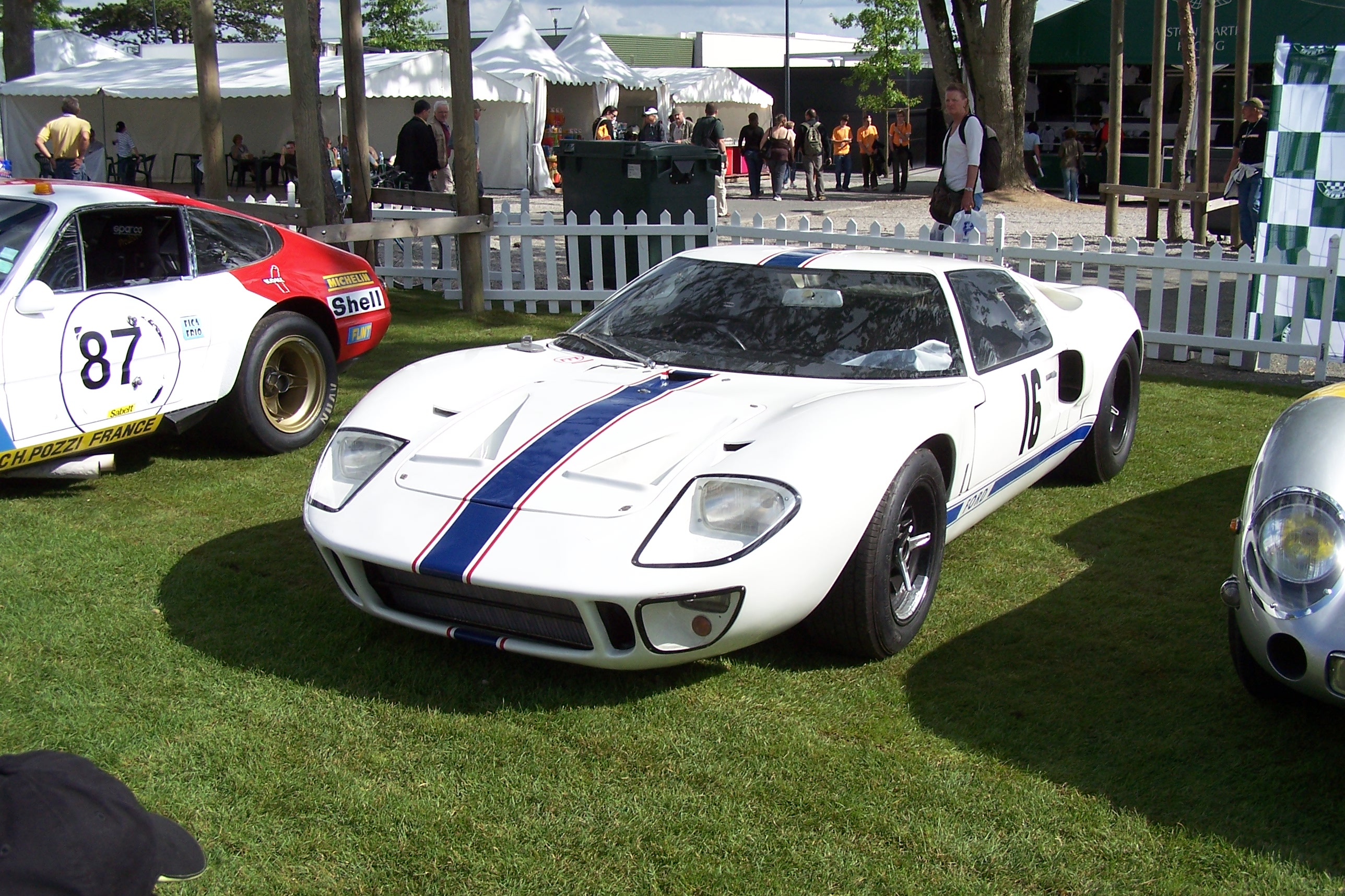
GT40 Mk I

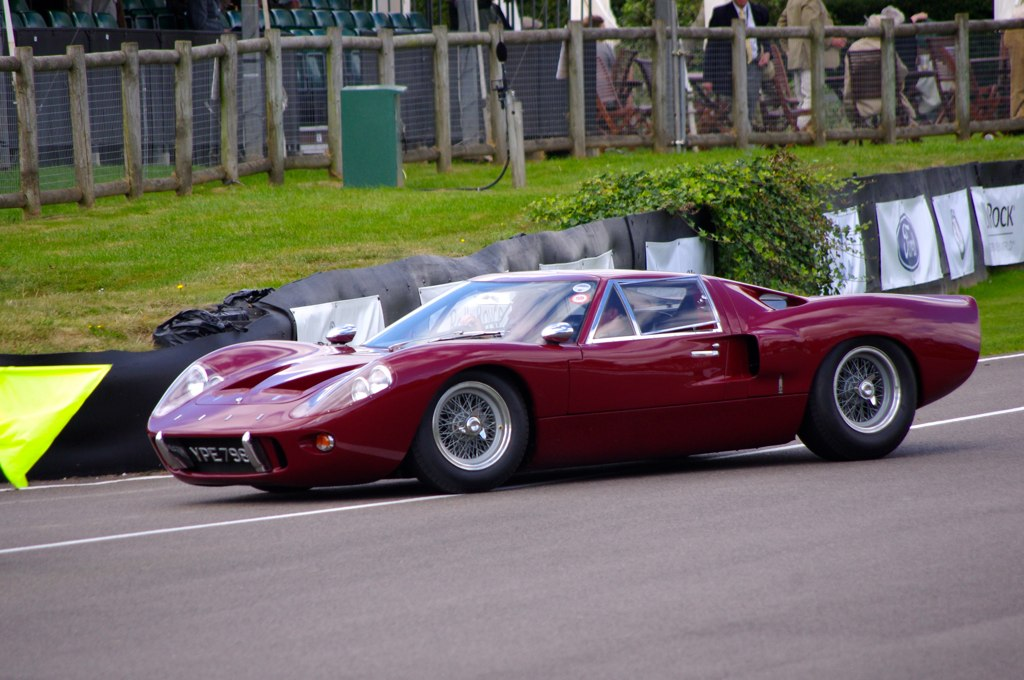
GT40 Mk III

Ford GT40是在1966年到1969年的利曼24小時耐力賽（24 hours of Le Mans）取得4次桂冠的跑車，它被福特車廠製造來在長程比賽中打倒法拉利（法拉利是利曼1960年到1965年連勝紀錄保持人）。
這台車以GT（Grand Tourisme ；長程旅遊）為名，意味著它欲奪下利曼GT組別的勝利；而40意指這台車高40英吋。相對於法拉利使用4L與3L的引擎，福特車廠為GT40搭載了大排氣量的福特V8引擎，有4.7L與7L兩種規格。使用鋁合金材質製造的底盤。
早期製造的GT40被簡單的命名為Ford GT。GT40這個名字代表了福特進軍國際長程賽車比賽的野心。最初被製造的前12台原型車被命名為GT-101到GT112，隨後量產的 MkI、MkIIs、MkIIIs與 MkIVs，編號 GT40-P-1000 到 GT40-P-1145，正式稱之為"GT40s"，而"GT40" 只是個小名而已。
2005年的Ford GT是一部向GT40致敬的作品。